# Биник
Бини́к (фр. и галло Binic, брет. Binig) — коммуна во Франции, находится в регионе Бретань. Департамент — Кот-д’Армор. Входит в состав кантона Этабль-сюр-Мер. Округ коммуны — Сен-Бриё.
Код INSEE коммуны — 22007.

## География
Коммуна расположена приблизительно в 390 км к западу от Парижа, в 105 км северо-западнее Ренна, в 11 км к северо-западу от Сен-Бриё.
Коммуна расположена в западной части бухты Сен-Бриё.

## Население
Население коммуны на 2010 год составляло 3693 человека.
| 1962 | 1968 | 1975 | 1982 | 1990 | 1999 | 2010 |
| ---- | ---- | ---- | ---- | ---- | ---- | ---- |
| 2099 | 2212 | 2326 | 2602 | 2798 | 3111 | 3693 |

## Администрация
| Период | Период | Фамилия        | Партия                    | Примечания |
| ------ | ------ | -------------- | ------------------------- | ---------- |
| 1997   | 2008   | Ивон Батар     | Союз за народное движение |            |
| 2008   | 2014   | Кристиан Юрвуа | Социалистическая партия   |            |

## Экономика
В 2007 году среди 2031 человека в трудоспособном возрасте (15—64 лет) 1426 были экономически активными, 605 — неактивными (показатель активности — 70,2 %, в 1999 году было 67,5 %). Из 1426 активных работали 1313 человек (669 мужчин и 644 женщины), безработных было 113 (45 мужчин и 68 женщин). Среди 605 неактивных 116 человек были учениками или студентами, 332 — пенсионерами, 157 были неактивными по другим причинам.

## Фотогалерея
- Улица Жоффр
- Мэрия
- Церковь Нотр-Дам
- Военный мемориал